# Napier Lion
Le Napier Lion était un moteur d'avion à 12 cylindres en W construit par Napier & Son entre 1917 et le début des années 1930. Un certain nombre de caractéristiques avancées ont fait de ce moteur le plus puissant de son époque, et il est resté en production longtemps après que ses concurrents ont été retirés du marché. Il est particulièrement connu pour son utilisation sur un certain nombre de véhicules de course, avions, bateaux et voitures.

## Conception et développement
Au début de la Première Guerre mondiale Napier a été chargé de produire des moteurs d'avions conçus par d'autres entreprises : d'abord un modèle de Royal Aircraft Factory puis de Sunbeam. Les deux se révélèrent peu fiables et, en 1916, Napier décida de dessiner son propre moteur pour les remplacer, en visant une forte puissance, une faible masse et une surface frontale réduite. Le moteur fut conçu comme un 12 cylindres dans ce qui fut appelé un « Broad Arrow » (Flèche large), c’est-à-dire trois bancs de quatre cylindres partageant un carter commun. Cela a suggéré le premier nom du moteur : le Triple-Four (Triple-Quatre). Aujourd'hui, ce type d’architecture, dont il n'y a eu que peu de représentants, est désigné comme moteur en W, terme s’appliquant aussi bien au concept du Lion qu’à celui de doubles moteurs en V. 
Dans ses débuts, ce nouveau moteur répondait au concept du moteur « surcomprimé » : son taux de compression très élevé (5,8 :1 contre moins de 5 pour la plupart des moteurs aéronautiques contemporains ,) ne permettait pas d’utiliser près du sol la pleine admission, qui n’était possible qu’à partir d’une certaine  altitude, où le taux de compression majoré permettait un gain de puissance. Par la suite, l’emploi d’essences d'indice d’octane majoré, de compresseurs et de régulateur d’admission rendirent cette particularité caduque.
Parmi les caractéristiques très avancées, on trouvait les culasses à quatre soupapes par cylindre avec double arbre à cames en tête sur chaque rangée de cylindres et le groupement des chemises en un ensemble monobloc d’aluminium usiné au lieu de la construction par cylindres séparés couramment utilisées sur presque tous les autres modèles, copiant en cela le dessin novateur du fameux V-8 Hispano-Suiza. L’inspiration de ce V8 se retrouvait également dans les cylindres borgnes, dont les chemises d’eau ne descendaient pas jusqu’au bas, laissant leur partie inférieure en contact direct avec l’air ambiant. Toutefois, le moteur anglais se démarquait de son modèle européen en ce que les sièges de soupapes étaient rapportés (alors qu’ils étaient usinés directement dans les fonds de cylindres sur l’Hispano) et vissés dans les culasses détachables, assurant un transfert calorique nettement amélioré. Une autre caractéristique particulière du moteur était l’usage de paliers principaux constitués de roulements à billes ou à rouleaux de fort diamètre, simplement enfilés sur le vilebrequin   .

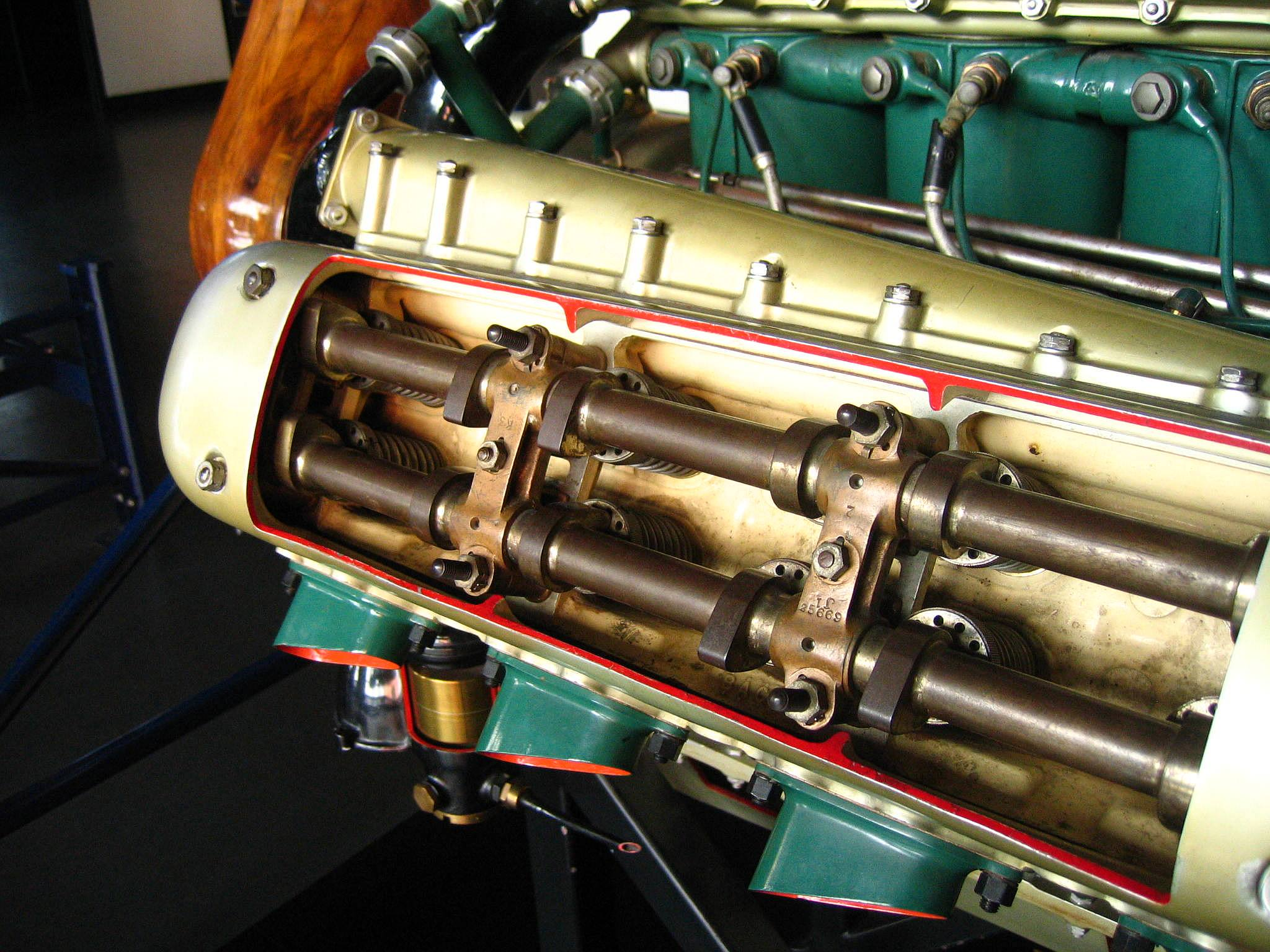
Moteur en coupe montrant le double arbre à cames.

Sous la direction de A.J. Rowledge (en), la conception du nouveau moteur rebaptisé « Lion » fut achevée début 1917, et les premiers prototypes construits artisanalement commencèrent à tourner à la fin de cette même année. Le moteur équipa un DH.9 construit par de Havilland début 1918, qui connut beaucoup de problèmes de refroidissement. De plus le bloc fraisé s'avéra difficile à construire avec toute la précision requise, obligeant à revenir à une configuration en cylindres séparés, toujours en aluminium. Une fois ces deux problèmes résolus au milieu de l'année, le moteur entra en production en juin 1918. Les premiers Lion version 1 développaient 450 ch (335 kW) à partir de leurs 24 litres de cylindrée, affichant donc de meilleures performances que le Liberty L-12 de 400 ch (300 kW) conçu aux États-Unis. En tant que moteur le plus puissant disponible (surtout après qu’il eut été équipé d’un compresseur à entraînement mécanique en 1922), le Lion devint un énorme succès commercial. Au fil des ans entre les deux guerres le Lion était omniprésent, et Napier n'a pratiquement fabriqué que cela, abandonnant la production automobile en 1925. De ce fait, peu de recherches furent faites pour remplacer le produit-phare de la firme, qui propulsa plus de 160 différents types d'avions.

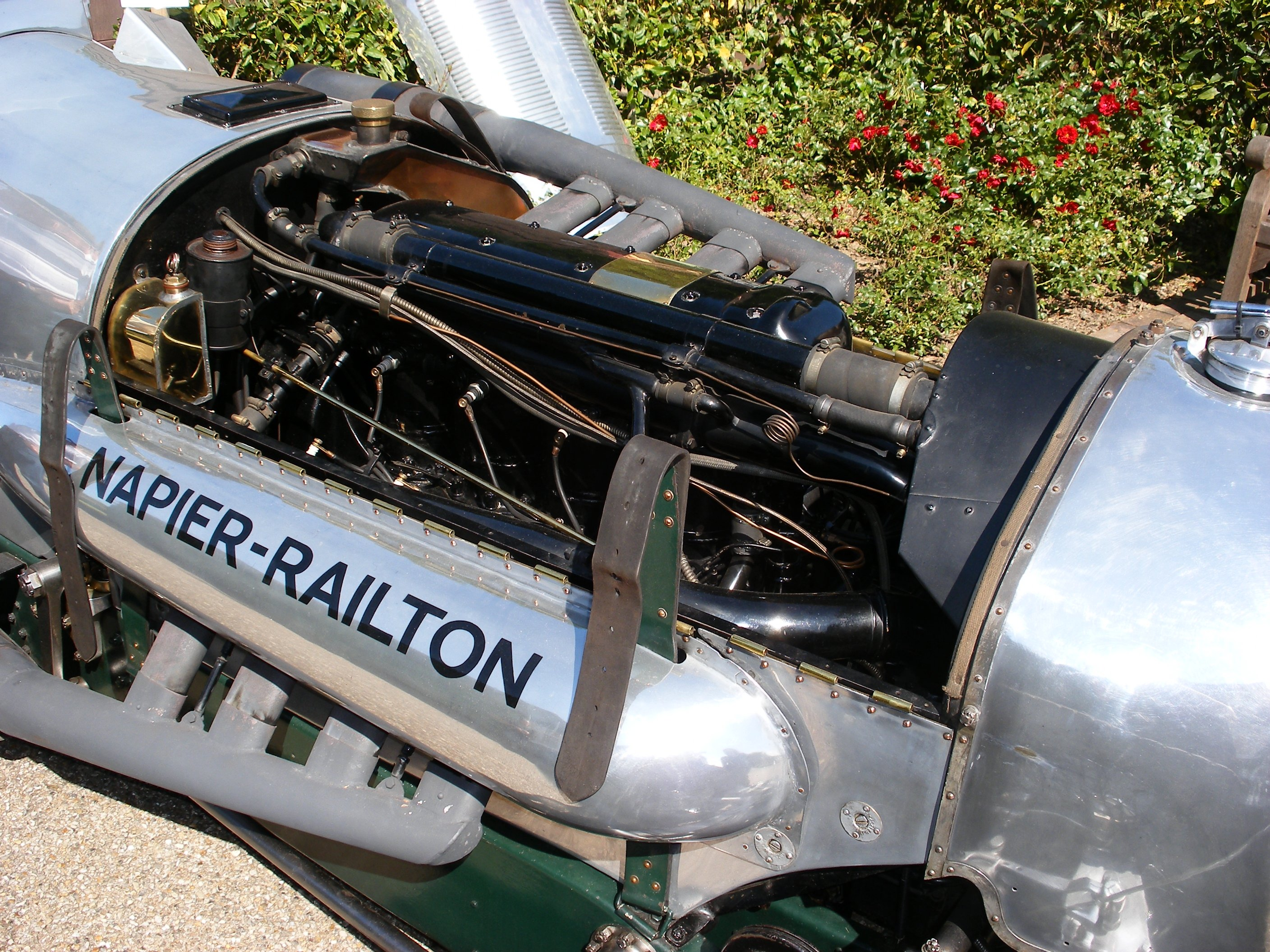
Le Napier Lion dans la voiture Napier-Railton.

Dans les versions de course le moteur préparé pouvait atteindre 1 300 ch (970 kW), et a été utilisé pour battre une foule de records du monde : altitude, vitesse, et distance pour les avions, vitesse sur l'eau (délivrant 1 375 ch (1 025 kW) avec un Lion spécialement préparé pour les 100 miles par heure (160 km/h) en 1933) et même de vitesse sur terre : les Lions motorisaient de nombreux détenteurs de records de Sir Malcolm Campbell (plus de 400 km/h en 1932) et la Railton Mobil Special (en) de John Cobb (634 km/h en 1947) - un record atteint bien après les débuts du Lion et qui a tenu jusqu'aux années 1960, restant aux mains de pilotes britanniques pendant 32 ans. 
Également, le Lion motorisait les prétendants à la plus prestigieuse course aérienne, la Coupe Schneider, en 1922 et 1927, mais s’est ensuite effacé au profit du nouveau moteur de Rolls-Royce, le Rolls-Royce R, de l'hydravion Supermarine qui avait été spécialement conçu pour cette course.
Durant les années 1930 de nouvelles générations de moteurs de plus grosse cylindrée et plus puissants ont commencé à apparaître, et le Lion a rapidement perdu du terrain. Au moment où le Bristol Hercules et le Rolls-Royce Merlin sont arrivés dans les années 1930, le Lion était devenu clairement dépassé.
Une version marine du Lion, sans surprise appelée le Sea Lion (lion de mer), a été utilisée pour propulser les missions de secours rapides air-mer opérées par la Royal Air Force.
Une autre adaptation pour le moteur du Lion a été un traîneau à moteur à hélice, utilisé pour le transport à grande vitesse et les missions de recherche et sauvetage sur la banquise par les forces aériennes et de la marine finlandaise.
Sous l’impulsion de l’ingénieur indépendant Frank Halford, Napier s’éloigna de la structure en W, et présenta à partir de 1928 deux nouveaux moteurs utilisant un agencement encore plus compact en H. Le Rapier (en) à 16 cylindres verticaux développait 400 ch (300 kW), le Dagger (en) à 24 cylindres délivrait un peu moins de 1 000 ch (750 kW). Toutefois, tous deux étaient plus petits que les concepts concurrents, et leur refroidissement à air peu satisfaisant. Finalement, pour satisfaire à la demande de l’Air Ministry pour un moteur de la classe 1.500 / 1.800 ch, Napier dut reprendre très sérieusement le concept du Dagger, avec une cylindrée largement augmentée, des blocs-cylindres devenant horizontaux et utilisant une distribution à chemises louvoyantes et un refroidissement liquide : cette évolution majeure donnant le jour au superbe Sabre.

## Variantes
| Modèle   | Date | No. Projet | Puissance                                   | Notes | Utilisation notable |  |
| -------- | ---- | ---------- | ------------------------------------------- | --- | --- |  |
| I        | 1918 |            | 450 ch à 1 950 tr/min                       | avec réducteur, aussi dénommés IA et 1AY                                                                  | |  |
| II       | 1919 | E64        | 450 ch à 2 000 tr/min                       | | |  |
| III      | 1923 |            | 550 ch                                      | | Gloster Gorcock (en) Supermarine Sea Lion III |  |
| V        |      |            | 470 ch à 2 000 tr/min 500 ch à 2 250 tr/min | la version VA avait un taux de compression augmenté à 5,8                                                 | Moteur principal de la RAF à la fin des années 1920, remplacé par le Lion XI |  |
| VS       |      | E79        |                                             | Turbocompresseur avec échangeur                                                                           | |  |
| VIS      | 1927 |            |                                             | Turbocompressé                                                                                            | Gloster Guan (en) |  |
| VII      | 1925 |            | 700 ch (compétition)                        | | Gloster III (participant à la coupe Schneider) Supermarine S.4 |  |
| VIIA     | 1927 | E86        | 900 ch (compétition)                        | | Golden Arrow Blue Bird (1927) Miss England I (en) Supermarine S.5 (N219) Gloster IV |  |
| VIIB     | 1927 |            | 875 ch (compétition)                        | à réducteur                                                                                               | Supermarine S.5 (N220 & N221) Gloster IV |  |
| VIID     | 1929 | E91        | 1 350 ch à 3 600 tr/min (compétition)       | Suralimenté, environ 6-8 construits                                                                       | Blue Bird (1931) Fred H Stewart's Enterprise Bateau de course Estelle V de Betty Carstairs (en) Miss Britain III (en) Gloster VI (Schneider Trophy entrant) Railton Special (voiture du record de vitesse de John Cobb) |  |
| VIII     | 1927 |            |                                             | entraînement direct                                                                                       | Gloster Gorcock (en) |  |
| XIA      | 1928 |            | 580 ch à 2 585 tr/min, compression 6:1      | Modèle de production RAF                                                                                  | Napier-Railton |  |
| Lioness  |      | E71        |                                             | Inversé, pour une meilleure visibilité. Certains ont été construits turbocompressés, pour la compétition. | |  |
| Sea Lion | 1933 |            | 500⁄600 ch                                  | version marine du Lion XI                                                                                 | British Power Boat Company Type Two 63 ft HSL |  |

## Applications

### Avions

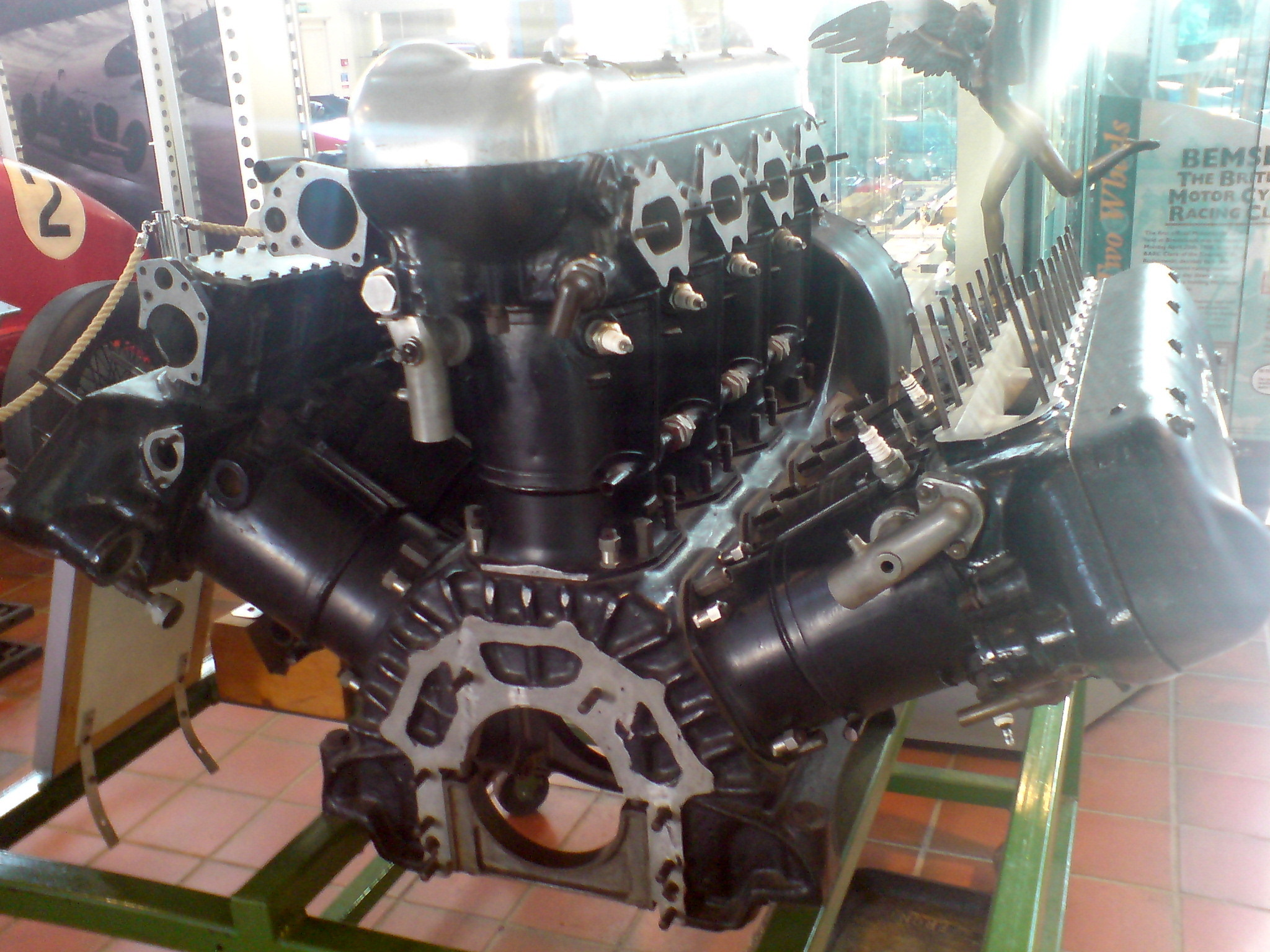
Un Napier Lion exposé au Brooklands Motor Museum.

| - Alliance P.2 Seabird (en) - Avro Bison - Blackburn Blackburn - Blackburn Dart - Blackburn Pellet - Blackburn Ripon - Blackburn Velos - Boulton Paul Atlantic (en) - Boulton Paul Bodmin (en) - Boulton Paul Bolton (en) - English Electric Kingston hydravion (prototype) - Fairey III - Fairey Fawn - Gloster Gorcock (en) - Gloster Guan (en) - Handley Page H.P.31 Harrow (en) | - Handley Page Hyderabad - Mitsubishi B1M - Parnall Pike (en) - Parnall Possum (en) - Parnall Puffin (en) - Supermarine S.4 - Supermarine S.5 - Supermarine Seagull (en) - Supermarine Sea Lion III - Supermarine Southampton - Tarrant Tabor - Vickers Vernon (en) - Vickers Valparaiso - Vickers Victoria - Vickers Virginia - Vickers Vixen - Westland Walrus |

### Autres applications
- British Power Boat Company Type Two 63 ft HSL (en)
- British Power Boat Company 60 ft 4 in (en)[7]

## Moteurs exposés
Des moteurs conservés sont en exposition statique dans ces musées :
- Brooklands Museum (en)
- Musée de l'aviation du Canada
- Imperial War Museum Duxford
- Solent Sky

## Caractéristiques (Lion II)
Sources: Lumsden
- Type : moteur d'avion à pistons 12 cylindres en W (3 bancs de 4 cylindres) refroidissement liquide.
- Alésage : 139,7 mm
- Course : 130,17 mm
- Cylindrée : 23,9 l
- Longueur : 460 mm
- Largeur : 1 067 mm
- Hauteur : 1 105 mm
- Poids sec : 435 kg
- Distribution : Deux soupapes d'admission et deux soupapes d'échappement par cylindre actionnées par double arbre à cames par bloc-cylindres.
- Refroidissement: refroidissement par eau
- Puissance: 480 ch (358 kW) à 2 200 tr/min à 5 000 pieds
- Puissance spécifique: 15,0 kW/L
- Taux de compression: 5,8:1
- Puissance/poids: 0,5 ch/lb (0,82 kW/kg)